# Jüdischer Friedhof (Rheydt)

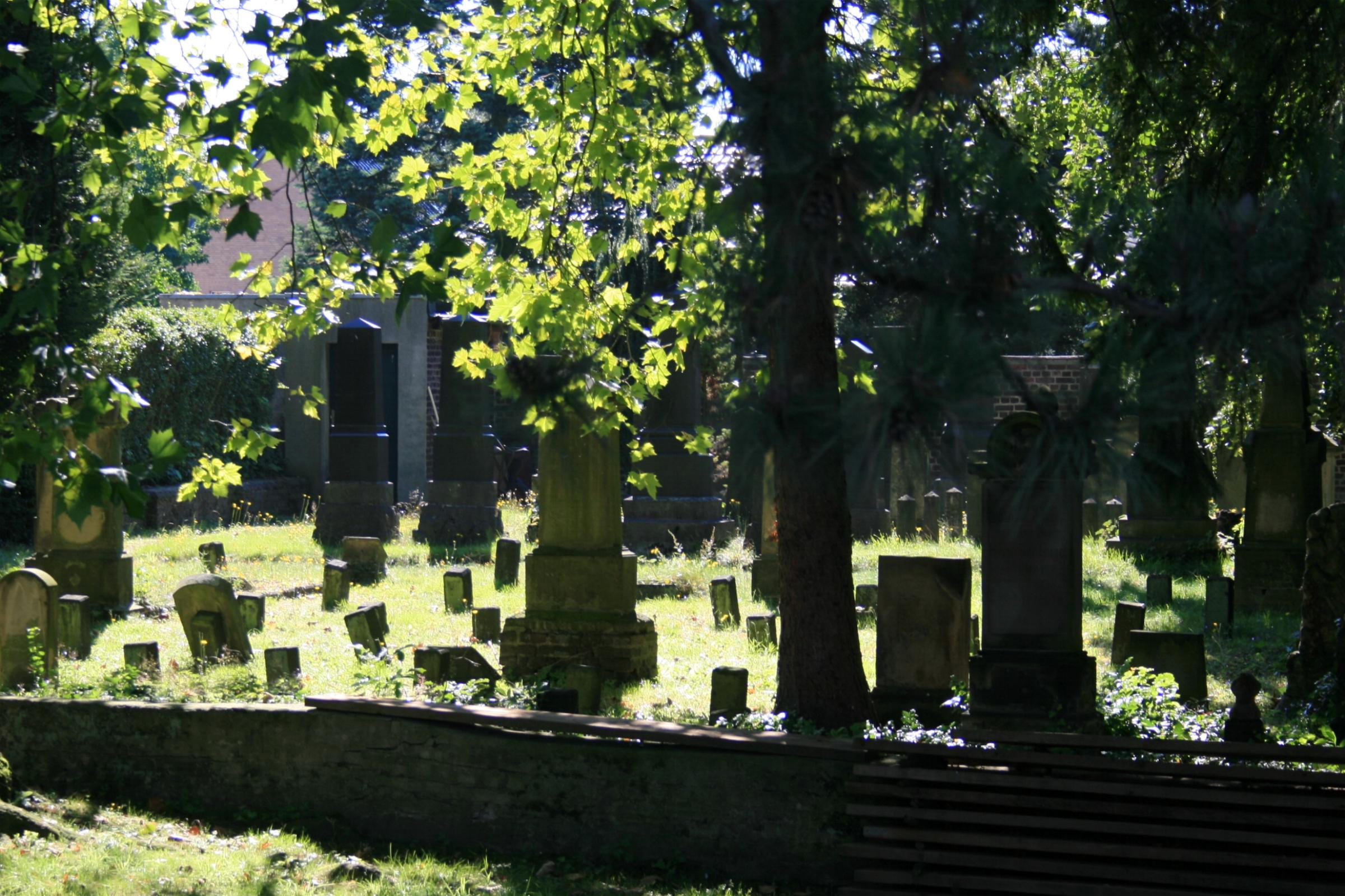
Jüdischer Friedhof (2010)

Der Jüdische Friedhof befindet sich im Stadtteil Rheydt in Mönchengladbach (Nordrhein-Westfalen) in der Eifelstraße.
Der jüdische Friedhof wurde vor 1840 angelegt. Er ist unter Nr. E 027 am 24. August 1994 in die Denkmalliste der Stadt Mönchengladbach eingetragen worden.

## Architektur
Der Friedhof ist von der Eifelstraße aus zu erreichen  Die etwa 2700 Quadratmeter große und von einer Backsteinmauer umgebene Friedhofsanlage wird heute noch belegt. Auffällig ist, dass eine größere Anzahl von Grabsteinen (Mazewa) fehlt.
Während der NS-Zeit wurden diese Denkmäler widerrechtlich von Rheydter Steinmetzbetrieben abgeräumt und einer neuen Verwendung zugeführt. Gegliedert ist die Friedhofsfläche in sechs unterschiedlich große Parzellen. Die beiden nördlichen, an der Eifelstraße gelegenen Stücke wurden erst seit dem Zweiten Weltkrieg belegt.
Der Ursprung des Friedhofs geht auf die östliche Teilfläche des mittleren Bereiches zurück, die schon vor 1840 ersten Bestattungen gedient haben muss. Hier dominieren einheitlichen, tradierten Gestaltungkriterien unterworfene Grabsteine. Ihre Schlichtheit verweist auf die Gleichheit aller Menschen nach dem Tode. Die meist hochrechteckigen Steine schließen mit einem Dreiecksgiebel, Wellengiebel, einem Walm- bzw. Zeltdach, Aufsätzen und/oder Seitenbögen ab. Daneben kommen auch niedrige Denkmäler vor, die an ein aufgeschlagenes Buch erinnern. Errichtet wurden diese Grabdenkmäler vorwiegend aus einem hellbraunen Sandstein (Ruhrsandstein). Inschrifttafeln sind in der Regel aus weißem Marmor vertieft in die Grabsteine eingesetzt. Sie tragen auf der Stirnseite hebräische oder hebräisch/deutsche, auf der Rückseite deutsche oder keine Inschriften.
Die erste Erweiterung ab 1900 bezog die südlich der erstbelegten Parzelle gelegene Fläche ein. Nach der Jahrhundertwende weisen die Grabsteine infolge der Säkularisierungstendenzen und der Liberalisierung des jüdischen Glaubens weniger einheitliche Formen auf. Neben den überlieferten Grabsteinformaten wurden zunehmend hohe schmale Stelen und Obeliske aus magmatischen, basischen Gesteinen (z. B. 'Diabase') aufgestellt. Die Grabinschriften sind bei den kurz vor 1900 errichteten Steinen auf der Stirnseite in Hebräisch oder Hebräisch/Deutsch, auf der Rückseite in Deutsch verfasst oder fehlen, nach 1900 finden sich daneben auch zunehmend deutsche Texte auf beiden Seiten bzw. nur auf der Stirnseite.
Nach 1913 wurden die beiden westlichen Flurstücke in die Friedhofsnutzung einbezogen. Auch jetzt kommen noch die überlieferten Grabsteinformate – mit Ausnahme der Obeliske – zur Aufstellung, es entwickelt sich jedoch ein größerer Variationsreichtum, der in aufwändigeren, breitgelagerten Grabsteinen und monumentalen Denkmälern für Familiengrabstätten mündet. Demgegenüber herrschten bisher Einzelgrabstätten als Zeichen, dass alle irdischen Bindungen durch den Tod aufgelöst sind, vor. Inschriften lassen sich jetzt nur noch auf den Stirnseiten der Grabdenkmäler in Deutsch oder Hebräisch/Deutsch nachweisen.
Zum Gedenken an die jüdischen Toten des Ersten Weltkrieges wird auf dieser Parzelle auch ein Kriegerehrenmal aufgestellt. Es trägt die Inschrift:

1914   +   1918 / ZUR ERINNERUNG AN DIE / IM KRIEGE GEFALLENEN; IN / FREMDER ERDE RUHENDEN /
SÖHNE UNSERER GEMEINDE / KAN. JOS. GOLDSTEIN / MUSK. MAX KLEIN / LDST. SAM. MOLL / MUSK. ALB. SELIGMANN / LDST. FERD. STERN / LT. MAX STERN / MÖGEN SIE RUHEN IN FRIEDEN

Fast alle der in der zweiten Hälfte des 19. Jh. aufgestellten Grabsteine verzeichnen die zivilrechtlichen Namen in lateinischer Schrift und die Geburts- bzw. Sterbedaten in arabischen Ziffern und nach christlicher Zählung. Ausschließlich hebräische Texte und Angaben nach jüdischer Zählung sind die Ausnahme. Symbole auf den Denkmäler fehlen, seit dem Beginn des 20. Jh. zeigen die Denkmäler den Schild Davids, der die Zugehörigkeit zum Judentum darstellt. Hebräisch beschränkt sich auf die Formeln:

'Hier ruht': po nikba 'Seine/Ihre Seele sei eingebunden in das Bündel des ewigen Lebens':     tanzeba

Grabeinfassungen kommen vor, und die Grabstätten sind gelegentlich mit Kieselsteinen bedeckt. Seit dem Zweiten Weltkrieg sind querrechteckige Grabsteine oder schräggestellt Inschriftplatten – als Ersatz für verlorene Denkmäler – die Regel. Erst seit dieser Zeit werden die Grabstätten auch bepflanzt.